# طومارقامیش
طومارقامیش(به کردی: تۆمارقامیش، Tomarqamîş) روستایی از توابع بخش زیویه در شهرستان سقز است که در استان کردستان ایران قرار دارد.

## جمعیت
این روستا در دهستان گل‌تپه واقع شده و براساس سرشماری سال ۱۳۸۵، جمعیت آن ۴۱۴ نفر (۷۵ خانوار) بوده‌است.